# Estació de Collblanc
Collblanc, antigament anomenada Sant Ramon, és una estació de les línies L5, L9 i L10 situada al barri de Collblanc de l'Hospitalet de Llobregat. L'estació és a sota la carretera de Collblanc, entre la Travessera de les Corts i el carrer Francesc Layret a l'Hospitalet. És l'estació més propera a l'estadi del FC Barcelona, el Camp Nou.
L'estació es va inaugurar el 1969 com capçalera del primer tram de la Línia V —i amb el nom de San Ramón— fins que el 1982, amb la reorganització dels números de línies i canvis de nom d'estacions, va adoptar el nom actual.
A l'estació de la L9/L10 del metro de Barcelona hi fan parada trens de la L9 Sud i la L10 Sud. La previsió inicial era obrir-la l'any 2007 —posteriorment es donava com a data l'any 2011—; però, atesos els contratemps, es va posar en funcionament el 12 de febrer de 2016. L'arribada de la línia 10 es va acabar produint el 8 de setembre del 2018, i aquesta mateixa estació va esdevenir-ne la capçalera de la línia.

## Accessos
Actualment hi ha tres accesos:
- Travessera de les Corts/Carrer Llobregat
- Doctor Martí i Julià
- Francesc Layret

## Serveis ferroviaris

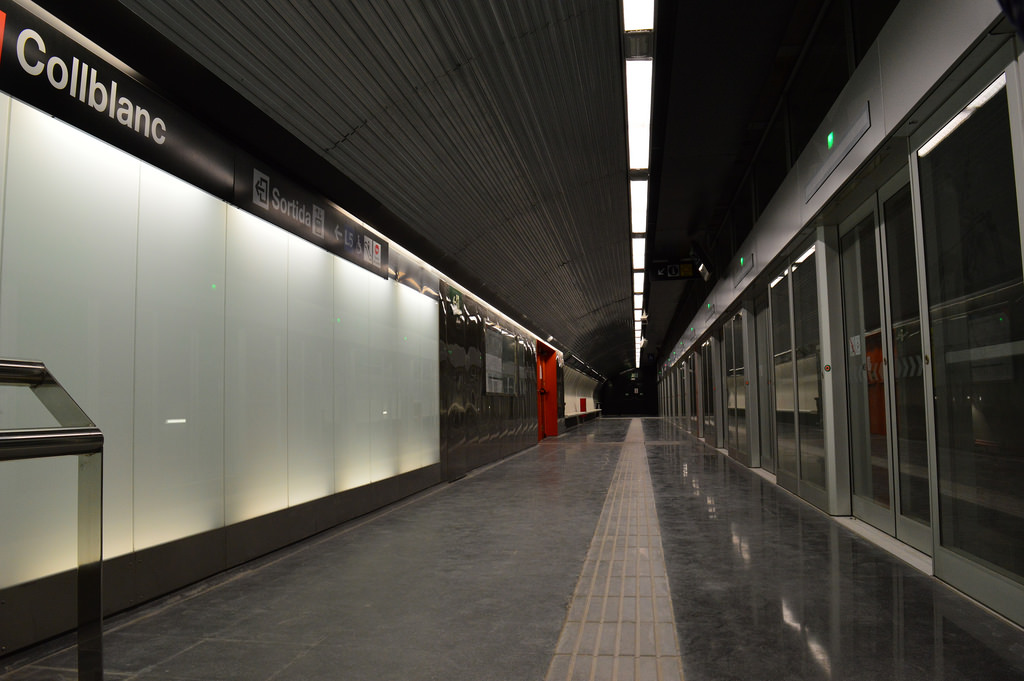
Estació de metro L9 Sud

| Metro de Barcelona              |              |       |                    |                        |
| Procedència/Destinació          | <            | Línia | >                  | Procedència/Destinació |
| Cornellà Centre                 | Ernest Lluch |       | Badal              | Vall d'Hebron          |
| Aeroport T1                     | Torrassa     |       | Zona Universitària | Zona Universitària     |
| Zal \| Riu Vell                 | Torrassa     |       | terminal           | terminal               |
| Projectat                       |              |       |                    |                        |
| Aeroport T1                     | Torrassa     |       | Camp Nou           | Can Zam                |
| Pratenc                         | Torrassa     |       | Camp Nou           | Gorg                   |
| Font recorregut: PDI 2009-2018. |              |       |                    |                        |